# Semiothisa angolaria
Semiothisa angolaria är en fjärilsart som beskrevs av Pieter Cornelius Tobias Snellen 1872. Semiothisa angolaria ingår i släktet Semiothisa och familjen mätare. Inga underarter finns listade i Catalogue of Life.